# 喬許·盧卡斯
約書亞·盧卡斯·依錫·鄧特·莫勒爾（1971年6月20日—），美国演员。盧卡斯曾參與演出許多電影，包含《光荣之路》、《美麗蹺佳人》、《美丽心灵》、《绝密飞行》、《绿巨人》、《海神號》、《胡佛传》與《紅狗背包客》、《賽道狂人》。

## 生平
生於阿肯色州小岩城的波蘭裔家庭，2012年與潔西卡·亨奎茲結婚，2014年1月離婚。